# Mpumalanga Black Aces FC
El Mpumalanga Black Aces Football Club fue un club de fútbol de Sudáfrica, de la ciudad de Witbank. Fue fundado en 1937 y jugó en la Premier Soccer League.

## Historia
El equipo se fundó en 1937 en Witbank, provincia de Mpumalanga. El club ha cambiado de nombre varias veces: Giant Aces, Pietersburg Pillars, SA Pillars y City Pillars.
En 1980 obtiene su primer título, al ganar el torneo MTN 8. En 1993 se proclama campeón de la Copa de Sudáfrica. 
En 2004 el club fue comprado por dos hermanos chipriotas. Cuatro años más tarde llega a la final de la Copa de Sudáfrica, aunque finalmente el título fue a parar a Mamelodi Sundowns (ganó esa final por un gol a cero).
En 2009 el equipo consiguió el ascenso a la Premier Soccer League.
En el año 2016, el empresario John Comitis compró los derechos de la franquicia del club, con lo que desapareció al club para crear al Cape Town City FC y lo mudó a Ciudad del Cabo, a 1500 kilómetros de distancia.

## Uniforme
- Uniforme titular: Camiseta azul con franja blanca, pantalón y medias azules.
- Uniforme alternativo: Camiseta blanca con franja negra, pantalón blanco y medias negras.

## Estadio
El Mpumalanga Black Aces juega en el Estadio Mbombela en el suburbio de Nelspruit, en la provincia de Mpumalanga y tiene capacidad para más de 40000 espectadores. 

## Palmarés

### Torneos nacionales
- Copa de Sudáfrica (1): 1993
- MTN 8 (1): 1980